# Procecidochares blantoni
Procecidochares blantoni es una especie de insecto del género Procecidochares de la familia Tephritidae del orden Diptera.
 Erich Martin Hering la describió  en 1940.
Se encuentra en Estados Unidos.